# 실베리오 이사기레
마르셀리노 실베리오 이사기레 소르사발베레(스페인어: Marcelino Silverio Izaguirre Sorzabalbere; 1898년 4월 26일, 바스크 주 산 세바스티안 ~ 1935년 11월 19일 바스크 주 산 세바스티안)는 스페인의 전 축구 선수로, 1920 올림픽에 참가했다.

## 클럽 경력
실베리오는 레알 소시에다드에서 주로 활동한 선수로, 오비에도에서 1년을 보낸 것을 제외하면 현역 생활을 전부 산 세바스티안에서 보냈다. 그는 레알 소시에다드 소속으로 두 번의 지역 대회를 우승했는데, 그 동안 12번의 경기에서 2골을 기록했다.

## 국가대표팀 경력
그는 1920 올림픽의 축구 대회에서 은메달을 획득한 스페인의 원년 선수단원이다. 그는 벨기에 안트베르펀에서 열린 이 대회에서 1920년 9월 2일, 이탈리아와의 패자부활전에 출전해 2-0 승리를 도왔다. 실베리오는 이 경기에서 주전 파트리시오 아라볼라사를 대신해 들어갔고, 이 경기에서 그는 먹펀 15분을 리카르도 카소 대신에 수문장이 되었다.  수문장의 부재는 컸고, 실베리오는 골에도 불구하고

## 사생활
그는 산 세바스티안 출신이다. 실베리오는 1935년 11월에 영면에 들었다..

## 수상

### 클럽
- 기푸스코아 지역 선수권 대회: 1919, 1923

### 국가대표팀
- 올림픽 은메달: 1920

## 참고
1. ↑  몇몇 출처에서는 그의 출생일이 1897년 8월 31일이었다고 기록되어 있다

### 일반
- 실베리오 이사기레 - databaseOlympics (보존)
- Evans, Hilary; Gjerde, Arild; Heijmans, Jeroen; Mallon, Bill. “실베리오 이사기레”. 《Olympics at Sports-Reference.com》. Sports Reference LLC. 2020년 4월 18일에 원본 문서에서 보존된 문서.

### 상세
1. ↑  Article - hemeroteca.mundodeportivo.com